# Krzycko Wielkie
Krzycko Wielkie (prononciation : [ˈkʂɨt͡skɔ ˈvjɛlkʲɛ]) est un village polonais de la gmina de Włoszakowice dans le powiat de Leszno de la voïvodie de Grande-Pologne dans le centre-ouest de la Pologne.
Il se situe à environ 7 kilomètres au sud-est de Włoszakowice (siège de la gmina), à 11 kilomètres au nord-ouest de Leszno (siège du powiat) et à 64 kilomètres au sud-ouest de Poznań (capitale régionale).
Le village possédait une population de 849 habitants en 2008.

## Histoire
De 1975 à 1998, le village faisait partie du territoire de la voïvodie de Leszno.

Depuis 1999, Krzycko Wielkie est situé dans la voïvodie de Grande-Pologne.